# 伊豆市立天城中学校
伊豆市立天城中学校（いずしりつあまぎちゅうがっこう）は、静岡県伊豆市天城地区にあった市立中学校。所在地は伊豆市月ヶ瀬853。校訓は「克己」。

## 通学区域
湯ヶ島、持越、市山、吉奈、門野原、月ケ瀬、田沢、矢熊、上船原、下船原、青羽根、雲金、佐野、松ケ瀬、本柿木、大平柿木

## 進学元小学校
- 伊豆市立天城小学校